# Juan Hernangómez
Juan Alberto Hernangómez Geuer, aussi connu sous le nom de Juancho Hernangómez, né le 28 septembre 1995 à Madrid, est un joueur espagnol de basket-ball qui joue au poste d'ailier fort. Il mesure 2,06 m. Son frère aîné Willy Hernangómez est aussi basketteur.

## Biographie

### Estudiantes Madrid (2012-2016)
De 2012 à 2016, Juan Hernangómez joue avec Estudiantes Madrid.
En mai 2016, Hernangómez est élu meilleur espoir de la Liga pour la saison 2015-2016. Il est aussi élu dans l'équipe-type des meilleurs espoirs avec son frère Willy, Luka Dončić, Ludvig Håkanson et Santiago Yusta.
Le 26 avril 2016, Hernangómez fait partie des internationaux qui se présentent à la draft 2016 de la NBA.

### Nuggets de Denver (2016-2020)
Le 23 juin 2016, Juan Hernangómez est drafté par les Nuggets de Denver à la 15e place lors de la draft 2016 de la NBA. Le 9 août 2016, il signe son contrat rookie avec les Nuggets. Le 4 janvier 2017, il est envoyé chez le Skyforce de Sioux Falls en D-League. Trois jours plus tard, il est rappelé par les Nuggets après avoir joué un match avec le Skyforce. Le 13 février 2017, il bat son record de points de la saison avec 27 unités auxquelles il ajoute 10 rebonds lors de la victoire 132 à 110 contre les Warriors de Golden State ; il marque six paniers à trois points contre les Warriors et aide les Nuggets à égaler leur record NBA de 24 paniers à trois points sur un match.

### Timberwolves du Minnesota (2020-2021)
Le 5 février 2020, il est envoyé aux Timberwolves du Minnesota dans un échange entre 12 joueurs et 4 franchises.
En novembre 2020, il re-signe pour un contrat de 3 ans et 21 millions de dollars.

### Celtics de Boston (septembre 2021-janvier 2022)
En août 2021, Juan est transféré vers les Grizzlies de Memphis avec Jarrett Culver contre Patrick Beverley.
En septembre 2021, il est à nouveau transféré, cette fois-ci du côté des Celtics de Boston.

### San Antonio Spurs (janvier-février 2022)
En janvier 2022, Juan Hernangómez est transféré aux Spurs de San Antonio dans le cadre d’un échange avec les Celtics de Boston et les Nuggets de Denver.

### Jazz de l'Utah (février 2022 - juin 2022)
En février 2022, il est transféré au Jazz de l'Utah dans un échange à trois franchises.
Il est coupé par le Jazz fin juin.

### Raptors de Toronto (2022- fév. 2023)
En juillet 2022, Juan Hernangómez s'engage pour une saison avec les Raptors de Toronto. Il est coupé fin février 2023.

### Panathinaïkos (depuis 2023)
Le 27 juillet 2023, il retourne en Europe et signe avec le Panathinaïkos pour deux saisons.

## Palmarès
- Vainqueur de l'Euroligue 2023-2024
- Médaille d'or à la Coupe du monde 2019 en Chine.
- Médaille d'or au Championnat d'Europe 2022 en Allemagne.
- Médaille de bronze au Championnat d'Europe 2017 en Turquie.

## Statistiques

### En NBA

#### Saison régulière
| Saison    | Équipe      | Matchs | Titul. | Min./m | % Tir | % 3pts | % LF | Rbds/m. | Pass/m. | Int/m. | Ctr/m. | Pts/m. |
| --------- | ----------- | ------ | ------ | ------ | ----- | ------ | ---- | ------- | ------- | ------ | ------ | ------ |
| 2016-2017 | Denver      | 62     | 9      | 13,6   | 45,1  | 40,7   | 75,0 | 3,02    | 0,47    | 0,48   | 0,19   | 4,92   |
| 2017-2018 | Denver      | 25     | 3      | 11,1   | 38,7  | 28,0   | 83,3 | 2,16    | 0,48    | 0,24   | 0,12   | 3,28   |
| 2018-2019 | Denver      | 70     | 25     | 19,4   | 43,9  | 36,5   | 76,7 | 3,79    | 0,79    | 0,39   | 0,34   | 5,83   |
| 2019-2020 | Denver      | 34     | 0      | 12,4   | 34,5  | 25,0   | 64,0 | 2,79    | 0,65    | 0,15   | 0,15   | 3,15   |
| 2019-2020 | Minnesota   | 14     | 14     | 29,4   | 45,3  | 42,0   | 60,9 | 7,29    | 1,29    | 1,00   | 0,29   | 12,93  |
| 2020-2021 | Minnesota   | 52     | 6      | 17,3   | 43,5  | 32,7   | 61,9 | 3,94    | 0,67    | 0,37   | 0,13   | 7,21   |
| 2021-2022 | Boston      | 18     | 0      | 5,3    | 18,5  | 16,7   | 66,7 | 1,40    | 0,20    | 0,20   | 0,10   | 1,10   |
| 2021-2022 | San Antonio | 5      | 0      | 10,2   | 33,3  | 00,0   | 75,0 | 3,00    | 0,60    | 0,20   | 0,20   | 1,40   |
| 2021-2022 | Utah        | 17     | 9      | 17,5   | 50,7  | 43,8   | 47,6 | 3,50    | 0,80    | 0,40   | 0,50   | 6,20   |
| 2022-2023 | Toronto     | 42     | 10     | 14,6   | 42,1  | 25,4   | 56,3 | 2,90    | 0,60    | 0,40   | 0,10   | 2,90   |
| Carrière  | Carrière    | 339    | 76     | 15,5   | 42,8  | 34,2   | 67,6 | 3,30    | 0,60    | 0,40   | 0,20   | 5,00   |

Mise à jour le 27 juillet 2023

#### En playoffs
| Saison   | Équipe   | Matchs | Titul. | Min./m | % Tir | % 3pts | % LF | Rbds/m. | Pass/m. | Int/m. | Ctr/m. | Pts/m. |
| -------- | -------- | ------ | ------ | ------ | ----- | ------ | ---- | ------- | ------- | ------ | ------ | ------ |
| 2019     | Denver   | 5      | 0      | 2,9    | 33,3  | 50,0   | 0,0  | 0,60    | 0,00    | 0,00   | 0,00   | 0,60   |
| 2022     | Utah     | 6      | 0      | 9,3    | 27,8  | 33,3   | 0,0  | 2,00    | 0,80    | 0,30   | 0,00   | 2,30   |
| Carrière | Carrière | 11     | 0      | 6,5    | 28,6  | 35,7   | 0,0  | 1,40    | 0,50    | 0,20   | 0,00   | 1,50   |

Mise à jour le 30 avril 2022

### En D-League
| Saison    | Équipe      | Matchs | Titul. | Min./m | % Tir | % 3pts | % LF | Rbds/m. | Pass/m. | Int/m. | Ctr/m. | Pts/m. |
| --------- | ----------- | ------ | ------ | ------ | ----- | ------ | ---- | ------- | ------- | ------ | ------ | ------ |
| 2016-2017 | Sioux Falls | 1      | 0      | 25,6   | 42,9  | 20,0   | 57,1 | 11,00   | 1,00    | 0,00   | 2,00   | 17,00  |
| Carrière  | Carrière    | 1      | 0      | 25,6   | 42,9  | 20,0   | 57,1 | 11,00   | 1,00    | 0,00   | 2,00   | 17,00  |

Mise à jour le 6 janvier 2017

## Records sur une rencontre en NBA
Les records personnels de Juan Hernangómez en NBA sont les suivants, :
| Type de statistique        | Saison régulière | Saison régulière                  | Saison régulière | Playoffs | Playoffs              | Playoffs      |
| Type de statistique        | Record           | Adversaire                        | Date             | Record   | Adversaire            | Date          |
| -------------------------- | ---------------- | --------------------------------- | ---------------- | -------- | --------------------- | ------------- |
| Points                     | 27               | 2 fois                            | 2 fois           | 6        | Mavericks de Dallas   | 23 avril 2022 |
| Paniers marqués            | 10               | @ Nuggets de Denver               | 5 janvier 2021   | 2        | 2 fois                | 2 fois        |
| Paniers tentés             | 18               | Hornets de Charlotte              | 12 février 2020  | 6        | @ Mavericks de Dallas | 25 avril 2022 |
| Paniers à 3 points réussis | 6                | 2 fois                            | 2 fois           | 2        | Mavericks de Dallas   | 23 avril 2022 |
| Paniers à 3 points tentés  | 10               | Warriors de Golden State          | 13 février 2017  | 5        | @ Mavericks de Dallas | 25 avril 2022 |
| Lancers francs réussis     | 6                | 2 fois                            | 2 fois           | -        | -                     | -             |
| Lancers francs tentés      | 8                | 3 fois                            | 3 fois           | -        | -                     | -             |
| Rebonds offensifs          | 4                | 5 fois                            | 5 fois           | 1        | 2 fois                | 2 fois        |
| Rebonds défensifs          | 11               | 2 fois                            | 2 fois           | 3        | 2 fois                | 2 fois        |
| Rebonds totaux             | 13               | 2 fois                            | 2 fois           | 4        | @ Mavericks de Dallas | 25 avril 2022 |
| Passes décisives           | 5                | @ Magic d'Orlando                 | 28 février 2020  | 3        | @ Mavericks de Dallas | 18 avril 2022 |
| Interceptions              | 3                | 3 fois                            | 3 fois           | 1        | 2 fois                | 2 fois        |
| Contres                    | 3                | Clippers de Los Angeles           | 18 mars 2022     | -        | -                     | -             |
| Balles perdues             | 4                | @ Pelicans de La Nouvelle-Orléans | 17 novembre 2018 | 2        | @ Mavericks de Dallas | 25 avril 2022 |
| Minutes jouées             | 43               | Warriors de Golden State          | 13 février 2017  | 19       | @ Mavericks de Dallas | 25 avril 2022 |

- Double-double : 10
- Triple-double : 0

Dernière mise à jour : 23 novembre 2022

## Vie privée
Juancho Hernangómez a un frère, Willy, né en 1994 et joueur professionnel de basket-ball. Leur mère est Margarita Ivonne « Wonny » Geuer Draeger (es), une joueuse internationale espagnole de basket-ball et championne d'Europe en 1993. Leur père est Guillermo Hernangómez Heredero (es), un ancien joueur de basket-ball au Real Madrid et à l'Estudiantes Madrid.

## Filmographie
- 2022 : Le Haut du panier (Hustle) de Jeremiah Zagar : Bo Cruz